# Crumenaria lilloi
Crumenaria lilloi är en brakvedsväxtart som beskrevs av Karl Suessenguth. Crumenaria lilloi ingår i släktet Crumenaria och familjen brakvedsväxter. Inga underarter finns listade i Catalogue of Life.